# سطح جانبي

أسطوانة دائرية مستقيمة مع سطح جانبي غير ملتف

السطح الجانبي للشيء هو جميع جوانب الشيء، باستثناء قاعدته وأعلى (عند وجودهما). مساحة السطح الجانبي هي مساحة السطح الجانبية مع مناطق القاعدة والجزء العلوي.
بالنسبة للمكعب، تكون مساحة السطح الجانبية هي مساحة الجوانب الأربعة. إذا حافة المكعب له طول a فإن مجال مربع وجهه Aface = a ⋅ a = a2 واحدAface = a ⋅ a = a2. وبالتالي فإن السطح الجانبي للمكعب سيكون مساحة أربعة أوجه: 4a2.
بشكل عام، فإن مساحة السطح الجانبية للمنشور هي مجموع مساحات جوانب المنشور. يمكن حساب مساحة السطح الجانبية هذه بضرب محيط القاعدة في ارتفاع المنشور.
بالنسبة لأسطوانة دائرية قائمة نصف قطرها r وارتفاعها h، فإن المساحة الجانبية هي مساحة السطح الجانبي للأسطوانة: A = 2πrh
بالنسبة للهرم، تكون مساحة السطح الجانبية هي مجموع مساحات كل الوجوه المثلثة باستثناء مساحة القاعدة.
بالنسبة للمخروط، ستكون مساحة السطح الجانبية π r⋅l حيث r هو نصف قطر الدائرة الموجودة أسفل المخروط و l الارتفاع الجانبي (طول القطعة المستقيمة من قمة المخروط على طول جانبها لقاعدته) للمخروط (معطى بواسطة نظرية فيثاغورس l=√r2 + h2 حيث h هو ارتفاع المخروط).

## روابط خارجية
- السطح الجانبي في ماتوورد